# Zgorigrad
Zgorigrad (Згориград, pronuncia: ˈzɡɔriˌɡrat) è un paesino nel nord della Bulgaria noto per il più grave incidente riguardante il crollo di bacini di decantazione a servizio di miniere.

## Geografia fisica
Zgorigrad si trova sul torrente Varlešnica, emissario del Bothunja alle pendici dei Monti Balcani, quasi a metà strada tra Sofia e il Danubio che delimita il confine con la Romania. Inoltre non è lontano dal confine con la Serbia.

## La miniera
Sfruttata fin dall'antichità (le prime notizie risalgono ai tempi dei Traci e dei Romani), la miniera Mir-Plakalnica venne dotata attorno al 1960 di un impianto per la separazione mediante flottazione dello zinco e del piombo e, secondo alcuni testimoni, anche dell'uranio che normalmente si trova associato allo zinco e al piombo.
Allo scopo di contenere e decantare i fanghi residuati della lavorazione fu costruito, in una valle laterale, un bacino di decantazione.
Il bacino venne realizzato sbarrando la valle con un argine costruito probabilmente con la sabbia ricavata mediante centrifugazione dagli stessi fanghi residuati dalla lavorazione. Il torrente che scorreva nel fondo della valle fu imbrigliato e venne fatto defluire a monte del bacino. Le tubature in cemento per il recupero dell'acqua decantata furono installate sul fondo della valle e del bacino e vennero collegate alle torri per lo sfioro dell'acqua. Il muraglione costruito per imbrigliare il torrente, le torri di sfioro e tratti di tubatura sono visibili ancor oggi assieme a modeste quantità di fanghi decantati rimaste in loco.
Verso le ore 12:00 del 1º maggio 1966 una colata di fango di circa 450 000 metri cubi travolse il paese di Zgorigrad, nel nord della Bulgaria, uccidendo 107 persone e provocando ingenti distruzioni materiali e ambientali. La colata di fango si era sprigionata a seguito del crollo dell'argine del bacino di decantazione dei fanghi residuati della lavorazione dei minerali estratti dalla miniera Mir, oggi conosciuta come miniera Plakalnica.
Il crollo avvenne per tracimazione forse a seguito di forti piogge o, più probabilmente, per la rottura del canale costruito a monte del bacino di decantazione per deviare il corso del torrente. La colata di fango percorse una distanza di circa 8 chilometri, distruggendo buona parte dell'abitato di Zgorigrad, e raggiunse la città di Vraca, capoluogo dell'omonima regione. La piazza principale di Vraca fu ricoperta da uno strato di 20 centimetri di fango.
Le salme delle vittime furono recuperate con gli elicotteri e portate allo stadio di Vraca. Il fatto che il crollo sia avvenuto attorno a mezzogiorno del 1º maggio ha reso probabilmente il bilancio della catastrofe meno grave di quello che sarebbe potuto essere: buona parte degli abitanti di Zgorigrad, infatti, si era recata in città per partecipare alle manifestazioni indette per la festa del lavoro.

## Il bilancio della tragedia
Il regime comunista, che allora governava la Bulgaria, tentò in ogni modo di soffocare la notizia del disastro. Secondo alcuni testimoni la polizia arrivò addirittura a sequestrare casa per casa le fotografie che la gente aveva scattato. Il numero delle vittime fu ufficialmente indicato in 107.
La miniera Mir-Plakalnica rimase in attività fino al 1996. Dopo il disastro, fu realizzato un secondo bacino di decantazione sull'altro versante della montagna. La gente di Zgorigrad, che ha sempre avuto nella miniera la fonte principale di reddito, punta oggi alla valorizzazione delle risorse naturali e paesaggistiche per un rilancio dell'economia in chiave turistica.